# Doggfather
Doggfather – ostatni singel amerykańskiego rapera Snoop Doggy Dogga pochodzący z albumu pt. Tha Doggfather. Po raz kolejny występuje Charlie Wilson.

## Lista utworów
| Nr | Tytuł                            | Goście                                                        | Producent     |
| -- | -------------------------------- | ------------------------------------------------------------- | ------------- |
| 1  | Doggfather                       | Charlie Wilson                                                | Daz Dillinger |
| 2  | Doggfather (remix)               |                                                               | Timbaland     |
| 3  | Midnite Love                     | Daz Dillinger & Toni Tony Tone                                | Daz Dillinger |
| 4  | Snoop Bounce (rock & roll remix) | Tom Morello (gitara), Tim Commerford (bas), Brad Wilk (bębny) |               |